# Campionati italiani di sci alpino 2025
I Campionati italiani di sci alpino 2025 si sono svolti a Moena e a Passo San Pellegrino dal 2 al 5 aprile; sono stati assegnati i titoli di discesa libera, supergigante, slalom gigante e slalom speciale, sia maschili sia femminili. 
Trattandosi di competizioni valide anche ai fini del punteggio FIS, vi hanno potuto partecipare anche sciatori di altre federazioni, senza che questo consentisse loro di concorrere al titolo nazionale italiano. 

## Risultati

### Uomini

#### Discesa libera
| Pos. | Atleta                  | Nazione | Tempo   |
| ---- | ----------------------- | ------- | ------- |
| 1    | Christof Innerhofer     | Italia  | 1:18,19 |
| 2    | Giovanni Franzoni       | Italia  | 1:18,33 |
| 3    | Dominik Paris           | Italia  | 1:18,39 |
| 4    | Nicolò Molteni          | Italia  | 1:18,62 |
| 5    | Benjamin Jacques Alliod | Italia  | 1:18,78 |
| 6    | Max Perathoner          | Italia  | 1:19,48 |
| 7    | Emanuel Lamp            | Italia  | 1:19,58 |
| 8    | Emanuele Buzzi          | Italia  | 1:19,59 |
| 9    | Leonardo Rigamonti      | Italia  | 1:19,78 |
| 10   | Florian Schieder        | Italia  | 1:19,85 |

Località: Passo San Pellegrino

Data: 2 aprile

#### Supergigante
| Pos. | Atleta                  | Nazione | Tempo   |
| ---- | ----------------------- | ------- | ------- |
| 1    | Giovanni Franzoni       | Italia  | 1:08,07 |
| 2    | Nicolò Molteni          | Italia  | 1:09,05 |
| 3    | Florian Schieder        | Italia  | 1:09,20 |
| 4    | Max Perathoner          | Italia  | 1:09,31 |
| 5    | Leonardo Rigamonti      | Italia  | 1:09,37 |
| 6    | Benjamin Jacques Alliod | Italia  | 1:09,38 |
| 7    | Federico Scussel        | Italia  | 1:09,48 |
| 8    | Matteo Franzoso         | Italia  | 1:09,81 |
| 8    | Dominik Paris           | Italia  | 1:09,81 |
| 10   | Luca Taranzano          | Italia  | 1:09,91 |

Località: Passo San Pellegrino

Data: 3 aprile

#### Slalom gigante
| Pos. | Atleta                | Nazione     | Tempo   |
| ---- | --------------------- | ----------- | ------- |
| 1    | Giovanni Franzoni     | Italia      | 2:14,26 |
| 2    | Tommaso Saccardi      | Italia      | 2:15,57 |
| 2    | Davide Leonardo Seppi | Italia      | 2:15,57 |
| 4    | Hannes Zingerle       | Italia      | 2:15,61 |
| 5    | Stefano Pizzato       | Italia      | 2:15,62 |
| 6    | Simon Maurberger      | Italia      | 2:15,74 |
| 7    | Giovanni Borsotti     | Italia      | 2:15,76 |
| 8    | Francesco Santacroce  | Stati Uniti | 2:15,91 |
| 9    | Simon Talacci         | Italia      | 2:16,05 |
| 10   | Tobias Kastlunger     | Italia      | 2:16,15 |

Località: Moena

Data: 4 aprile

#### Slalom speciale
| Pos. | Atleta              | Nazione | Tempo   |
| ---- | ------------------- | ------- | ------- |
| 1    | Stefano Gross       | Italia  | 1:30,04 |
| 1    | Tommaso Saccardi    | Italia  | 1:30,04 |
| 3    | Hannes Zingerle     | Italia  | 1:30,07 |
| 4    | Edoardo Saracco     | Italia  | 1:30,13 |
| 5    | Simon Maurberger    | Italia  | 1:30,24 |
| 6    | Alessandro Pizio    | Italia  | 1:30,27 |
| 7    | Matteo Canins       | Italia  | 1:30,28 |
| 8    | Filippo Della Vite  | Italia  | 1:30,54 |
| 9    | Federico Liberatore | Italia  | 1:30,80 |
| 10   | Diego Bucciardini   | Italia  | 1:31,47 |

Località: Moena

Data: 5 aprile

### Donne

#### Discesa libera
| Pos. | Atleta                | Nazione | Tempo   |
| ---- | --------------------- | ------- | ------- |
| 1    | Laura Pirovano        | Italia  | 1:20,17 |
| 2    | Nicol Delago          | Italia  | 1:20,47 |
| 3    | Sara Thaler           | Italia  | 1:20,88 |
| 4    | Marta Bassino         | Italia  | 1:21,04 |
| 5    | Giulia Albano         | Italia  | 1:21,06 |
| 6    | Elena Curtoni         | Italia  | 1:21,15 |
| 7    | Asja Zenere           | Italia  | 1:21,98 |
| 8    | Federica Lani         | Italia  | 1:22,33 |
| 9    | Vicky Bernardi        | Italia  | 1:22,62 |
| 9    | Carlotta De Leonardis | Italia  | 1:22,62 |

Località: Passo San Pellegrino

Data: 2 aprile

#### Supergigante
| Pos. | Atleta                | Nazione | Tempo   |
| ---- | --------------------- | ------- | ------- |
| 1    | Laura Pirovano        | Italia  | 1:12,38 |
| 2    | Elena Curtoni         | Italia  | 1:12,74 |
| 3    | Nicol Delago          | Italia  | 1:13,36 |
| 4    | Asja Zenere           | Italia  | 1:13,69 |
| 5    | Carlotta De Leonardis | Italia  | 1:13,74 |
| 6    | Camilla Vanni         | Italia  | 1:14,19 |
| 7    | Ludovica Righi        | Italia  | 1:14,27 |
| 8    | Sara Thaler           | Italia  | 1:14,28 |
| 9    | Ilaria Ghisalberti    | Italia  | 1:14,34 |
| 10   | Giulia Albano         | Italia  | 1:14,82 |

Località: Passo San Pellegrino

Data: 4 aprile

#### Slalom gigante
| Pos. | Atleta             | Nazione | Tempo   |
| ---- | ------------------ | ------- | ------- |
| 1    | Ilaria Ghisalberti | Italia  | 2:17,74 |
| 2    | Lara Della Mea     | Italia  | 2:18,35 |
| 3    | Asja Zenere        | Italia  | 2:19,47 |
| 4    | Carole Agnelli     | Italia  | 2:19,88 |
| 5    | Laura Steinmair    | Italia  | 2:20,05 |
| 6    | Marta Bassino      | Italia  | 2:20,30 |
| 7    | Tatum Bieler       | Italia  | 2:20,32 |
| 8    | Elisa Platino      | Italia  | 2:20,44 |
| 9    | Giorgia Collomb    | Italia  | 2:20,47 |
| 10   | Melissa Astegiano  | Italia  | 2:20,95 |

Località: Moena

Data: 3 aprile

#### Slalom speciale
| Pos. | Atleta                  | Nazione | Tempo   |
| ---- | ----------------------- | ------- | ------- |
| 1    | Marta Rossetti          | Italia  | 1:39,86 |
| 2    | Lara Della Mea          | Italia  | 1:40,11 |
| 3    | Martina Peterlini       | Italia  | 1:40,35 |
| 4    | Laura Steinmair         | Italia  | 1:40,37 |
| 5    | Alice Pazzaglia         | Italia  | 1:40,78 |
| 6    | Celina Haller           | Italia  | 1:40,89 |
| 7    | Vera Tschurtschenthaler | Italia  | 1:41,22 |
| 8    | Giorgia Collomb         | Italia  | 1:41,26 |
| 9    | Ambra Pomarè            | Italia  | 1:41,49 |
| 10   | Maria Sole Antonini     | Italia  | 1:41,76 |

Località: Moena

Data: 5 aprile